# Zosima
 (décembre 2024).
La mise en forme du texte ne suit pas les recommandations de Wikipédia : il faut le « wikifier ».
Les points d'amélioration suivants sont les cas les plus fréquents :
- Les titres sont pré-formatés par le logiciel. Ils ne sont ni en capitales, ni en gras.
- Le texte ne doit pas être écrit en capitales (les noms de famille non plus), ni en gras, ni en italique, ni en « petit »…
- Le gras n'est utilisé que pour surligner le titre de l'article dans l'introduction, une seule fois.
- L'italique est rarement utilisé : mots en langue étrangère, titres d'œuvres, noms de bateaux, etc.
- Les citations ne sont pas en italique mais en corps de texte normal. Elles sont entourées par des guillemets français : « et ».
- Les listes à puces sont à éviter, des paragraphes rédigés étant largement préférés. Les tableaux sont à réserver à la présentation de données structurées (résultats, etc.).
- Les appels de note de bas de page (petits chiffres en exposant, introduits par l'outil «  Source ») sont à placer entre la fin de phrase et le point final[comme ça].
- Les liens internes (vers d'autres articles de Wikipédia) sont à choisir avec parcimonie. Créez des liens vers des articles approfondissant le sujet. Les termes génériques sans rapport avec le sujet sont à éviter, ainsi que les répétitions de liens vers un même terme.
- Les liens externes sont à placer uniquement dans une section « Liens externes », à la fin de l'article. Ces liens sont à choisir avec parcimonie suivant les règles définies. Si un lien sert de source à l'article, son insertion dans le texte est à faire par les notes de bas de page.
- La présentation des références doit suivre les conventions bibliographiques. Il est recommandé d'utiliser les modèles {{Ouvrage}}, {{Chapitre}}, {{Article}}, {{Lien web}} et/ou {{Bibliographie}}. Le mode d'édition visuel peut mettre en forme automatiquement les références.
- Insérer une infobox (cadre d'informations à droite) n'est pas obligatoire pour parachever la mise en page.

Pour une aide détaillée, merci de consulter Aide:Wikification.
Si vous pensez que ces points ont été résolus, vous pouvez retirer ce bandeau et améliorer la mise en forme d'un autre article.
Zosima le moine et diacre de la Laure de la Trinité-Saint-Serge à Serguiev Possad (en russe: Зосима монах и диакон) est un pèlerin provenant de la Russie qui a vécu au XVe siècle. Comme plusieurs autres pèlerins russes de l’époque, il décide de faire un pèlerinage durant l’été de 1419 jusqu’en 1422 où il visite plusieurs lieux de culte important pour l’Église orthodoxe. Il n’y existe que peu d’information sur sa vie en dehors de son voyage, cependant nous savons qu’il a débuté son voyage près de Moscou a la laure de la Trinité-Saint-Serge. Il est principalement connue pour avoir écrit le Ksenos, une chronique où il décrit les endroits qu’il a visités et les gens qu’il a rencontrés lors de son voyage. Son œuvre est considérée comme une bonne source historique de ce que pouvait ressembler Constantinople et les autres lieux de pèlerinage de l’époque à l’entour de la méditerranée. C’est le cas principalement à cause de ces descriptions de la description qu’il offre de l’église de la Sainte-Sophie.

## Biographie

### Vie personnelle
Zosima se décrit lui-même comme étant un hiéromoine. Il a semblé être une personne qui a eu de l’influence sur la scène moscovite. En effet, il mentionne qu’il a fait partie de l’entourage qui a escorté la fille du grand-prince Vassili Ier Dmitrievitch à son mariage. De plus, le fait qu’il ait les moyens de payer son voyage, qui dure un total de trois ans, nous démontre qu’il n’est pas un moine sans importance et qu’il a de l’influence dans l’Église orthodoxe.

## Voyages

### Début du voyage
Zosima n’est pas le premier pèlerin à entreprendre le voyage qu’il fait. En effet, le trajet du voyage n’était pas nouveau. Plusieurs autres pèlerins de la même époque ont entrepris des voyages similaires. L’itinéraire qu’il a entrepris n’est pas le plus court qu’il aurait pu prendre principalement, car il a décidé de rester plus longtemps que prévu dans certaines villes, comme Constantinople.  plus, la description qu’il offre de son voyage se base principalement sur les moments qui l’ont marqué, que cela soit des lieux ou des personnes. Son style d’écriture semble être grandement inspiré d’un autre pèlerin Higoumène Daniel.
Le voyage dont Zosima a écrit le Ksenos n’est pas la première fois qu’il se rend à Constantinople. En effet, sa première visite date d’entre 1411 et 1413. Le but de cette première visite à Constantinople était d’escorter Anne de Moscou la fiancée du futur empereur Jean VIII Paléologue a Constantinople.
Il est important de savoir que Zosima a probablement écrit le journal de son voyage seulement après son retour a en Russie. Zosima débute son voyage à partir d’une petite ville a 70 kilomètres de Moscou appelé Zagorsk. En 1419, il se rend à Kiev qu’il désigne comme la ville «mère de toutes les villes russe». Il y resta la moitié de l’année dans la laure des Grottes de Kiev érigé par saint Antoine l’Athonite et saint Théodose de Kiev ou il a fait beaucoup de méditation. Il développa le désir de voir les lieux saints où le Christ et ses apôtres ont marché. Il est ensuite parti de Kiev avec des marchands. Partant de Kiev en bateau, il atteint le Boug et se rend à Bratslav et y resta une semaine. Il se rend ensuite à Belgorod, où il reste deux semaines et change de bateau. Vers le 10 novembre 1419, il continue son voyage pendant encore 3 semaines. Ces trois semaines se démarquent particulièrement dans son voyage à cause des tempêtes qui avait lieu à ce moment de l’année dans la Mer Noire. Après ces trois semaines, il arrive finalement à son premier objectif, c’est-à-dire Constantinople.

### Visite de Constantinople
Dans l’époque protobyzantine (330-824), nous pouvons voir un accroissement du culte des saints. En effet, la plupart des églises et des monastères sont dédiés à un saint en particulier. Ces lieux sont ensuite grandement visités par de nombreux pèlerins qui se rendent dans ces centres religieux dans le but de voir les reliques des saints et des martyrs. Avec le temps, Constantinople a amassé une panoplie de reliques que Zosima vas visiter lui-même.
Il y reste dix semaines et il y explore tous les lieux saints de la ville. Il débute avec l’église de Sainte-Sophie. Dans l’église, il visite l’image de la sainte Marie qu’il embrasse, il visite ensuite la tombe de saint Cyricus, les reliques de saint Arsenius, la table d’Abraham et le bâton de saint Jean Chrysostom. Par la suite, il offre une description précise des monastères qui se retrouve près de l’église de Sainte-Sophie. Zosima se rend tout d’abord vers le monastère de la Panaghia Hodegetria où il visite des reliques de plusieurs saints. Il continue son exploration des églises en passant par le quartier de Manganes ou il y trouve l’église de saint George. Dans cette église il visite plusieurs reliques de saint cependant il ne s’exprime pas sur leur identité.
Malgré le fait que son voyage est pour principalement des raisons religieuses, ceci ne lui a pas empêché de visiter le reste de la ville. Il y décrit la colonne de Justinien qui fait face aux statues des empereurs Sarrasins. Cependant, ce qui l’impressionne le plus est l’architecture de l’hippodrome. Plus spécifiquement, ce qui le marque le plus de ce bâtiment est les colonnes au milieu de la piste de course de chevaux. L’obélisque de Théodose, le surprend par le fait qu’elle semble avoir été faite avec une seule pierre puisqu’il n’y a pas de joints comme dans de la brique. Zosima est aussi fasciné par la colonne serpentine qui se retrouve juste à côté de l’obélisque de Théodose, principalement par la légende qui l’entoure. Zosima explique cette légende en détail. L’auteur George Majeska a traduit ce passage du russe à l’anglais: «À côté se dresse une colonne en [torsades de] bronze entrelacées, ornée de trois têtes d'aspic. Le venin de serpent y est scellé, et si quelqu'un est mordu par un serpent à l'intérieur de la ville et qu'il touche cette colonne, il est guéri. Mais s'il se trouve à l'extérieur de la ville, il n'y a aucun remède.». Pour conclure sa visite de l’hippodrome il va voir la colonne d’Arcadius où il donne une description assez complète de la colonne.
Après sa visite de l’hippodrome, il reprend sa quête religieuse et il se dirige vers l’église des Saint-Apôtres de Constantinople. Dans cette église, il visite le pilier, où Jésus s’est fait crucifier et celui de l’apôtre Saint-Pierre. Il trouve dans cette église les tombes de plusieurs saints comme Saint Spyridon le Grand et Saint Polyeucte de Mélitene. De plus, il y visite la tombe de l’empereur Constantin, sa mère Hélène ainsi que plusieurs autres empereurs.De plus, il décrit une colonne de l’ange Michael qui se retrouve devant l’église. Cette information nous a permis de localiser exactement l’endroit où se retrouvait cette église qui est maintenant détruite.
Zosima continue son voyage vers le monastère du Pantocrator est un autre lieu dont il visite lors de son pèlerinage. Dans ce monastère, il visite les crânes de Saint Flore, Saint Laure et Saint Jean le Perse. Il y trouve aussi les reliques de la main de Étienne le Jeune et la main de Michael le jeune. Dans ce monastère, il décrit qu’il a aussi retrouvé les larmes de la vierge Marie qui sont miraculeusement préservées dans ce monastère. Ces larmes se retrouvent sur la dalle qui aurait transporté le christ dans sa tombe.
Le hiéromoine continue son pèlerinage vers un monastère qui se retrouve à quelques kilomètres au nord-ouest du monastère du Pantocrator. Le monastère qu’il visite et qu’il appelle Apolikaptii. Ce monastère se démarque pour Zosima avec la statue d’une grenouille qui se retrouve devant le monastère. Malgré le fait qu’il y avait effectivement une légende que l’empereur Léon VI le Sage ait utilisé deux grenouilles ou deux tortues (varie selon la langue) pour nettoyer la ville en une nuit. Cependant, nous n’avons pas la localisation exacte du monastère. En effet, son nom n’existe pas et c’est probablement perdu dans la traduction du russe au grec.
Zosima visite aussi le couvent de saint Constantin qu’il confond avec le monastère de Philanthropes. Dans ce monastère il visite les reliques de saint Clément d’Ancyre et de la femme de Léon VI, Théophane.
Il fait ensuite de courts arrêts au monastère de Cecharitomene et l’église Sainte-Marie-des-Blachèrnes. Dans ces lieux de culte, le hiéromoine visite les reliques de Saint Jean Damascene, les reliques de saint Patapius ainsi que la robe de la vierge marie.
Le pèlerin continue sa route jusqu’au monastère de la Péribleptos. Arrivé à cet endroit, il trouve plusieurs reliques, dont comme la main de saint Jean le Baptiste, le crâne de saint Grégoire de Nazianze, le crâne de saint Grégoire de Nicomède et la tête de la martyre Tatianna de Rome. Il décrit que, près de ce monastère, il y a deux statues qui ont été construites par Léon VI.
Son voyage reprend et il se dirige vers le nord-ouest de la ville dans le monastère de Saint-Jean -Baptiste- Prodrome- de-Pétra. Dans ce monastère, Zosima visite les reliques de passion, c’est-à-dire des reliques qui ont un lien direct avec Jésus. Zosima nous les présentes ainsi: «Voici les saintes reliques de la Passion: la robe du Sauveur, la lance avec laquelle Il fut transpercé, le roseau sur lequel fut fixé l’éponge avec laquelle on Lui donna à boire du vinaigre et du fiel, le sang du Christ provenant de l’icône transpercée par des Juifs dans la ville de Béryte, un pain sur lequel le Seigneur a soupé avec Ses Disciples au Saint-Sion, la pierre que les Juifs ont placée sous la tête du Christ, ainsi que les cheveux et le lait de la Toute-Pure Mère de Dieu.».  De plus, il y visite les reliques de saint Come et saint Damien. Pour les derniers monastères que Zosima visite par la suite à Constantinople, il n’y offre pas de description sur la localisation ou l’architecture, mais seulement les reliques qu’il y retrouve.
Zosima termine son passage à Constantinople en laissant son opinion de la ville après y être resté pendant les dix semaines de son séjour. Il représente la ville comme grand triangle entouré par des murs. Il indique aussi que plusieurs marchands de différentes cultures se rendent dans la ville pour faire du commerce. Parmi ces cultures, il nomme les francs, les Turcs et des Grecques.

### Fin du voyage
Zosima quitte Constantinople pour se diriger vers le mont Athos et ensuite Thessalonique. Finalement, il se rend à la Terre sainte et y visite les reliques de la région tout en suivant les passages bibliques. Après avoir visité la Terre sainte, il reprend son voyage pour retourner en Russie tout en repassant par Constantinople. Cependant, il ne laisse pas de description supplémentaire lors de son retour. Sur son chemin de retour, son bateau se fait attaquer par des pirates ou le capitaine se fait tuer et lui il se fait piller de tous ces biens «À mi-chemin, une bande de brigands catalans lança une attaque contre notre navire. Ils bombardèrent le bateau avec des canons, puis y bondirent comme des bêtes sauvages. Ils découpèrent notre capitaine en morceaux, le jetèrent à la mer et capturèrent notre navire. L’un d’eux me frappa, moi, misérable, à la poitrine avec le manche d’une lance, en exigeant: "Kalugène, pone ducata koγsa" (Moine, donne-moi de l’argent). Je jurai devant Dieu que je n’en avais pas. Alors, ils s’emparèrent de toutes mes possessions, me laissant, misérable, vêtu uniquement d’un caftan grossier.».

## Référence
1. ↑  Ayse Pamir Dietrich, « 13th–15th Century Russian Accounts of Constantinople and their Value as Historical Sources », Russian Literature, vol. 60, no 2,‎ 15 août 2006, p. 227–239 (ISSN 0304-3479, DOI 10.1016/j.ruslit.2006.09.003, lire en ligne)
2. 1 2  George P. Majeska, Russian travelers to Constantinople in the fourteenth and fifteenth centuries, Washington, Dumbarton Oaks Research Library and Collection, coll. « Dumbarton Oaks studies », 1984, 170 p. (ISBN 978-0-88402-101-8)
3. ↑  George Majeska, « Russian Pilgrims in Constantinople », Dumbarton Oaks Papers, vol. 56,‎ 2002, p. 93–108 (ISSN 0070-7546, DOI 10.2307/1291857, lire en ligne, consulté le 2 décembre 2024)
4. ↑  George P. Majeska, Russian travelers to Constantinople in the fourteenth and fifteenth centuries, Washington, Dumbarton Oaks Res. Libr, coll. « Dumbarton Oaks studies », 1984, 105 p. (ISBN 978-0-88402-101-8)
5. ↑  Nicholas Fennell et Graham Speake, Mount Athos and Russia, 1016-2016, Oxford (GB), Peter Lang, 2018, 3 p. (ISBN 978-1-78707-880-2)
6. 1 2 3  George P. Majeska, Russian travelers to Constantinople in the fourteenth and fifteenth centuries, Washington, Dumbarton Oaks Res. Libr, coll. « Dumbarton Oaks studies », 1984, 190 p. (ISBN 978-0-88402-101-8)
7. ↑  George P. Majeska, Russian travelers to Constantinople in the fourteenth and fifteenth centuries, Washington, Dumbarton Oaks Res. Libr, coll. « Dumbarton Oaks studies », 1984, 166-167 p. (ISBN 978-0-88402-101-8)
8. ↑  George P. Majeska, Russian travelers to Constantinople in the fourteenth and fifteenth centuries, Washington, Dumbarton Oaks Res. Libr, coll. « Dumbarton Oaks studies », 1984, 176 p. (ISBN 978-0-88402-101-8)
9. 1 2  George P. Majeska, Russian travelers to Constantinople in the fourteenth and fifteenth centuries, Washington, Dumbarton Oaks Res. Libr, coll. « Dumbarton Oaks studies », 1984, 178 p. (ISBN 978-0-88402-101-8)
10. ↑  Bernard Flusin, La civilisation byzantine, Paris, Que sais-je ?, coll. « Que sais-je ? », 2018, 4e éd., 9e mille éd., 123 p. (ISBN 978-2-13-081350-7)
11. ↑  George P. Majeska, Russian travelers to Constantinople in the fourteenth and fifteenth centuries, Washington, Dumbarton Oaks Research Library and Collection, coll. « Dumbarton Oaks studies », 1984, 463 p. (ISBN 978-0-88402-101-8)
12. 1 2 3 4 5  George P. Majeska, Russian travelers to Constantinople in the fourteenth and fifteenth centuries, Washington, D. C, Dumbarton Oaks Res. Libr, coll. « Dumbarton Oaks studies », 1984, 184 p. (ISBN 978-0-88402-101-8)
13. ↑  George P. Majeska, Russian travelers to Constantinople in the fourteenth and fifteenth centuries, Washington, Dumbarton Oaks Res. Libr, coll. « Dumbarton Oaks studies », 1984, 306 p. (ISBN 978-0-88402-101-8)
14. ↑  George P. Majeska, Russian travelers to Constantinople in the fourteenth and fifteenth centuries, Washington, D. C, Dumbarton Oaks Res. Libr, coll. « Dumbarton Oaks studies », 1984, 290 p. (ISBN 978-0-88402-101-8)
15. ↑  George Majeska, « Russian Pilgrims in Constantinople », Dumbarton Oaks Papers, vol. 56,‎ 2002, p. 93–108 (ISSN 0070-7546, DOI 10.2307/1291857, lire en ligne, consulté le 3 décembre 2024)
16. 1 2  George P. Majeska, Russian travelers to Constantinople in the fourteenth and fifteenth centuries, Washington, D. C, Dumbarton Oaks Res. Libr, coll. « Dumbarton Oaks studies », 1984, 296 p. (ISBN 978-0-88402-101-8)
17. 1 2 3  George P. Majeska, Russian travelers to Constantinople in the fourteenth and fifteenth centuries, Washington, Dumbarton Oaks Research Library and Collection, coll. « Dumbarton Oaks studies », 1984, 186 p. (ISBN 978-0-88402-101-8)
18. ↑  Yoshikazu Nakamura, « Some Aspects of the Russian Pilgrimage to the Mediterranean Sacred Places », Mediterranean Studies Research Group at Hitotsubashi University, vol. 11,‎ 1988, p. 29 (lire en ligne)

## Sources
- Dietrich, Ayse Pamir (2006). « 13th–15th Century Russian Accounts of Constantinople and their Value as Historical Sources ». ScienceDirect. Disponible en ligne : https://www.sciencedirect.com/science/article/pii/S0304347906000779 (consulté le 14 octobre 2024).
- Flusin, Bernard (2023). La Civilisation byzantine. Cairn, 123 p. Disponible en ligne : https://shs-cairn-info.proxy.bibliotheques.uqam.ca/la-civilisation-byzantine--9782715416017?lang=fr  (consulté le 14 octobre 2024).
- Gothoni, Rene (2018). « Russian Pilgrimage to Mount Athos in the Light of Pilgrims' Tales ». Université de Helsinki. Disponible en ligne : https://helda.helsinki.fi/server/api/core/bitstreams/07fe3d74-54b2-4d01-bbab-3487451a77de/content  (consulté le 14 octobre 2024).
- Majeska, George (2002). « Russian Pilgrims in Constantinople ». JSTOR. Disponible en ligne : https://www.jstor.org/stable/1291857  (consulté le 14 octobre 2024).
- Majeska, George (1973). « St. Sophia in the Fourteenth and Fifteenth Centuries: The Russian Travelers on the Relics ». JSTOR. Disponible en ligne : https://www.jstor.org/stable/1291334  (consulté le 14 octobre 2024).
- Majeska, George (1984). Russian travelers to Constantinople in the fourteenth and fifteenth centuries. Washington : Dumbarton Oaks Research Library and Collection, 463 p.
- Nakamura, Yoshikazu (1988). « Some Aspects of the Russian Pilgrimage to the Mediterranean Sacred Places ». Université de Hitotsubashi. Disponible en ligne : https://hermes-ir.lib.hit-u.ac.jp/hermes/ir/re/14800/chichukai0001100250.pdf